# 센트 (통화)

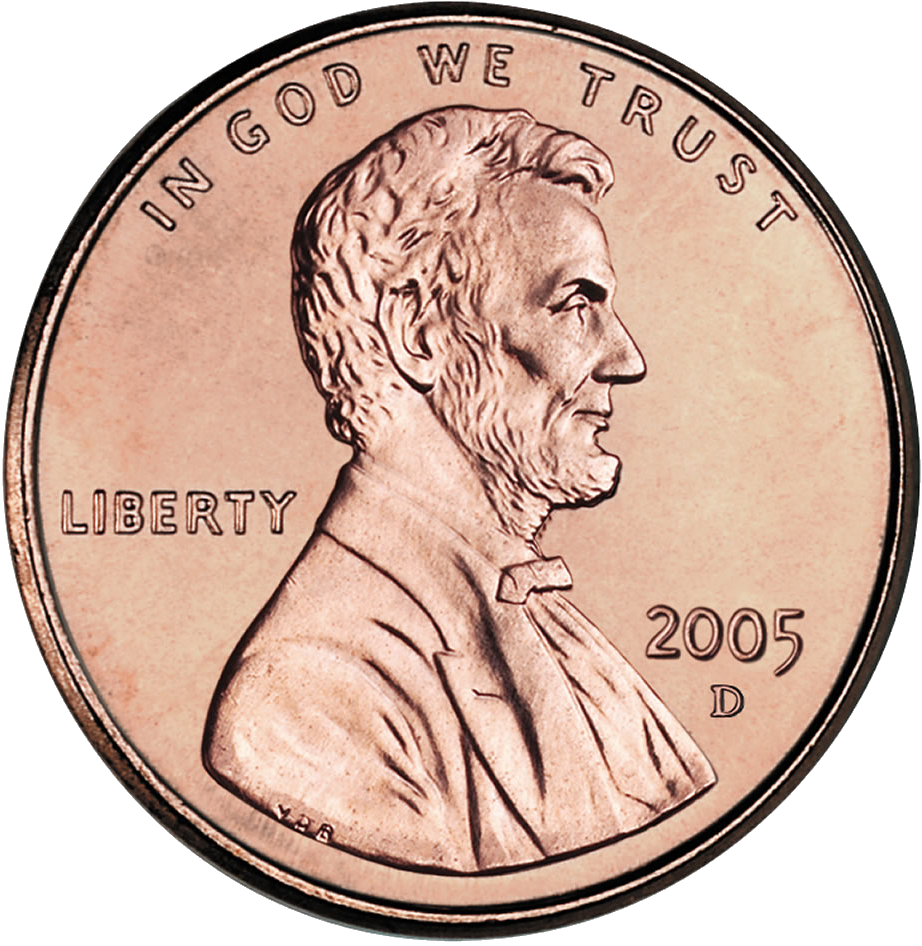
미국의 1센트 동전

센트(cent)는 기본 통화의 1/100의 가치에 해당되는 통화 단위이다. 미국과 캐나다 등지에선 ¢라는 기호를 이용하여 "2¢", "99¢"와 같은 식으로 표기한다. 하지만 유로를 쓰는 국가나 오스트레일리아, 뉴질랜드 등지에서는 소문자 c를 이용하여 "2c", "99c"와 같은 형식으로 표기하는 것이 더 일상적인 것으로 보인다.

## 사용되는 곳
"센트"라는 이름의 단위를 사용하는 통화의 예:
- 아르헨티나 페소 (centavo)
- 아루바 플로린
- 오스트레일리아 달러
- 바베이도스 달러
- 바하마 달러
- 벨리즈 달러
- 버뮤다 달러
- 볼리비아 볼리비아노 (centavo)
- 브라질 헤알 (centavo)
- 브루나이 달러 (sen)
- 캐나다 달러
- 케이맨 제도 달러
- 칠레 페소 (centavo).
- 콜롬비아 페소 (centavo)
- 쿡 제도 달러 (cent)
- 쿠바 페소 (centavo)
- 동카리브 달러
- 에리트레아 낙파
- 에스와티니 릴랑게니
- 유로
- 피지 달러
- 가이아나 달러
- 홍콩 달러
- 인도네시아 루피아 (sen)
- 자메이카 달러
- 케냐 실링
- 레소토 로티 (sente)
- 라이베리아 달러
- 말레이시아 링깃 (sen)
- 모리셔스 루피
- 멕시코 페소 (centavo)
- 모로코 디르함 (santim)
- 나미비아 달러
- 네덜란드령 안틸레스 휠던
- 뉴질랜드 달러
- 파나마 발보아 (centésimo)
- 페루 솔 (céntimo)
- 필리핀 페소 (centavo)
- 세이셸 루피
- 시에라리온 리온
- 싱가포르 달러
- 남아프리카 공화국 랜드
- 스리랑카 루피
- 수리남 달러
- 신 대만 달러
- 탄자니아 실링
- 통가 팡가 (seniti)
- 트리니다드 토바고 달러
- 우간다 실링 (2013년 중단)
- 미국 달러
- 우루과이 페소 (centésimo)
- 짐바브웨 달러

"센트"로 불리지 않는 단위를 사용하는 통화의 예:
- 영국 파운드
- 불가리아 레프 (stotinka)
- 중국 위안/런민비
- 크로아티아 쿠나
- 덴마크 크로네
- 에스토니안 마르크
- 인도 루피
- 이스라엘 신 셰켈
- 파타카
- 북마케도니아 데나르
- 몽골 투그릭
- 노르웨이 크로네
- 파키스탄 루피
- 폴란드 즈워티
- 루마니아, 몰도바 레우
- 러시아 루블
- 사우디아라비아 리얄
- 세르비아 디나르
- 스웨덴 크로나
- 스위스 프랑
- 태국 밧
- 튀르키예 리라
- 아랍에미리트 디르함
- 우크라이나 흐리우냐

과거에 사용된 적이 있던 통화:
- 코스타리카 콜론
- 체코 코루나
- 에스토니아 크론 (sent)
- 헝가리 포린트
- 아이슬란드 크로나
- 일본 엔
- 대한민국 원 (과거에 100전으로 분리됨)

다른 목적으로 '센트'를 사용되는 통화:
- 코스타리카 콜론
- 가나 세디

## 같이 보기
- 센트 (음악)